# Stephen Gould (curling)
Stephen Gould –conocido como Steve Gould– (Winnipeg, 6 de octubre de 1972) es un deportista canadiense que compitió en curling. Ganó tres medallas en el Campeonato Mundial de Curling entre los años 1996 y 2011.

## Palmarés internacional
| Campeonato Mundial | Campeonato Mundial  | Campeonato Mundial | Campeonato Mundial |
| Año                | Lugar               | Medalla            | Prueba             |
| ------------------ | ------------------- | ------------------ | ------------------ |
| 1996               | Hamilton (Canadá)   | Medalla de oro     | Equipo             |
| 1999               | Saint John (Canadá) | Medalla de plata   | Equipo             |
| 2011               | Regina (Canadá)     | Medalla de oro     | Equipo             |